# Oakdale, Minnesota
Oakdale är en stad i Washington County i delstaten Minnesota i USA. Staden har en yta av totalt 29,24 km² varav 0,88 km² är vatten. Enligt United States Census Bureau uppgår folkmängden till 27 378 invånare (2010), vilket gör det till den 32:e folkrikaste staden i Minnesota.